# Ctenus rivulatus
Ctenus rivulatus este o specie de păianjeni din genul Ctenus, familia Ctenidae, descrisă de Pocock, 1899. Conform Catalogue of Life specia Ctenus rivulatus nu are subspecii cunoscute.